# 6000 (număr)
6000 (șase mii) este numărul natural care urmează după 5999 și precede pe 6001 într-un șir crescător de numere naturale.

## În matematică
6000:
- Este un număr par.[1][2]
- Este un număr compus.[3]
- Este un număr abundent.[4][5]
- Este un număr rotund.[6][7]
- Există exact trei triunghiuri dreptunghice cu laturile numere întregi (triplete pitagoreice) și ipotenuza 6000.[8]

## În știință

### În astronomie
- 6000 United Nations este un asteroid din centura principală.